# Eichliacker

Karte des Quartiers

 Eichliacker ist ein Quartier der Stadt Winterthur. Zusammen mit den Quartieren Dättnau, Rossberg und Schlosstal gehört das Quartier Eichliacker zum Kreis 4 (Töss). 

## Geografie
«Eichliacker» bezeichnete das Ackerland östlich des Dorfes Töss zur Bahnstrecke Winterthur–Zürich hin, das bis zum Wachstum des Dorfes infolge des industriellen Aufschwungs vorwiegend entlang der Zürcherstrasse verlief – heute bezeichnet man mit dem Eichliacker im Allgemeinen das Gebiet südlich des Bahnhofes Töss bis zur Sekundarschule Rosenau, das offizielle Quartiergebiet selbst ist jedoch grösser.
So bildet die Zürcherstrasse die Westgrenze zum Quartier Schlosstal. Im Norden liegt das zum Kreis Stadt gehörende Tössfeld, der Grenzverlauf entspricht hier der ursprünglichen Ortsgrenze und führt mitten durch das Quartier. Die Grenze zum Quartiergebiet von Heiligberg im Osten verläuft entlang der Bahnlinie und der Töss bis zur Kemptmündung, wo das Quartier auf einer Länge von 150 Metern entlang der Kempt auch noch an das Quartiergebiet Rossbergs grenzt. Danach verläuft die Grenze entlang der Autobahn A1 wieder Richtung Norden, ab hier grenzt das Quartier an Dättnau. Nach der Autobahnausfahrt Winterthur-Töss verläuft die Grenze entlang der östlichen Siedlungsgrenze von Dättnau und im Waldgebiet im Ebnet. Dort beginnt auch wieder das Quartiergebiet Schlosstals, und bei der Überführung der Zürcherstrasse über die Autobahn verläuft die Grenze wieder entlang der Zürcherstrasse.

## Bildung
Mit dem Kindergarten Auwiesen im Süden und dem zentral gelegenen Kindergarten Strittacker gibt es zwei Einrichtungen für Kinder im Vorschulalter im Quartier. Neben dem Kindergarten Strittacker befindet sich das Primarschulhaus Eichliacker, und nördlich der Bahnlinie gibt es zusätzlich die beiden Primarschulhäuser Gutenberg und Zelgli. Ebenfalls im Quartier befindet sich mit dem Rosenau die einzige Sekundarschule im Stadtkreis.

## Geschichte
Bis in die Mitte des 19. Jahrhunderts bestand das Dorf Töss hauptsächlich aus Wohnbauten entlang der Zürcherstrasse, die das Dorf durchquerte, und wenigen Bauten, die nicht direkt an der Strasse lagen. Erst danach wurden erste Strassenzüge hinter der Hauptstrasse bebaut; so entstand die nicht direkt an der Zürcherstrasse liegende reformierte Kirche Töss erst im Jahr 1852. Der quer im Quartier liegende Bahnhof Winterthur Töss an der Bahnstrecke Winterthur–Koblenz, die ursprünglich bis nach Basel führen sollte, wurde 1875 eröffnet. Anhand des Bahnhofs lässt sich die Entwicklung des Quartiergebiets in zwei Stufen teilen. Während das Gebiet nördlich der Bahnlinie bis zur Jahrhundertwende bereits vollständig überbaut war, setzte die Überbauung des Gebiets südlich des Bahnhofs erst danach ein.
Im Gebiet südlich des Bahnhofs, das heute im Volksmund allgemein als Eichliacker bezeichnet wird, wurde 1902 das zentral gelegene Schulhaus Eichliacker als Mittelpunkt des neu entstehenden Dorfteils eröffnet. Begünstigt wurde diese Entwicklung durch den Arbeitskräftebedarf der erstarkenden Maschinenfabrik Rieter, die 1833 im Süden des Quartiergebiets die Gebäude des ehemaligen Klosters Töss als Fabrikareal aufgekauft hatte, sowie auch durch die in der Nähe liegenden Arbeitsstätten von SLM und Sulzer auf Winterthurer Stadtgebiet. Ebenfalls am Bau vieler Häuser südlich der Bahnlinie beteiligt war die Gesellschaft für Erstellung billiger Wohnhäuser. Wenige Jahre nach der Eingemeindung der Gemeinde Töss nach Winterthur (1922) war der ehemalige Acker im Jahr 1930 auch südlich der Bahnlinie bis zur Strittackerstrasse vollständig überbaut.
Die Entwicklung südlich der Strittackerstrasse sollte danach ein bisschen gemächlicher weitergehen. 1963 wurde das Oberstufenschulhaus Rosenau gebaut, 1970 das Schwimmbad Auwiesen eröffnet. Die Wohnüberbauungen südlich der Auwiesenstrasse ganz im Süden des Quartiers entstanden zum grössten Teil um und nach der Jahrtausendwende.

## Verkehrsanbindung
Quer im Quartier liegt der Bahnhof Winterthur Töss, an der die Bahnlinie S41 (Winterthur–Bülach) der S-Bahn Zürich hält, an den Wochenenden wird der Bahnhof durch die Nacht-S-Bahn Winterthur–Bülach bedient.
Auf der Strasse stellt Stadtbus Winterthur den öffentlichen Verkehr sicher: Entlang der Zürcherstrasse verkehrt die Trolleybuslinie 1 (Oberwinterthur–HB–Töss), und der Südteil des Quartiers wird durch die Buslinie 5 (Dättnau–HB–Technorama) bedient, die nach der Endstation der Trolleybuslinie auch den Südteil des Quartiers entlang der Rosenau- und Auwiesenstrasse bedient. Ebenfalls entlang der Zürcherstrasse verkehren noch unregelmässiger die Buslinien 11 (HB–Steig) und 660 (HB–Brütten–Nürensdorf–Bassersdorf), letztere hält jedoch als Regionallinie nur an der Busstation «Zentrum Töss». An den Wochenenden bedient die Nachtbuslinie N 66 (Winterthur–Brütten–Nürensdorf–Bassersdorf–Tagelswangen–Kemptthal) das Quartier stadtauswärts, hält jedoch überall ausser an der Busstation «Zentrum Töss» nur zum Aussteigen. Ab 1982 verkehrte die damalige Buslinie 8 vom Lindenplatz in Wülflingen zur Endstation «Eichliacker», bis die Linie fünf Jahre später ins Dättnau geführt wurde.
Im Süden des Quartiers liegt entlang der Zürcherstrasse der Anschluss Winterthur-Töss an die A1.